# Gastrancistrus praecox
Gastrancistrus praecox är en stekelart som beskrevs av Graham 1969. Gastrancistrus praecox ingår i släktet Gastrancistrus och familjen puppglanssteklar. Arten är reproducerande i Sverige. Inga underarter finns listade i Catalogue of Life.